# Maniquí de carpó blanc
El maniquí de carpó blanc o maniquí carpó-blanc (Lonchura striata) és una espècie d'ocell de la família dels estríldids (Estrildidae) que habita boscos i terres de conreu del nord, centre i sud de l'Índia, Sri Lanka, Bangladesh, sud de la Xina, Taiwan, Sud-est Asiàtic, illes Andaman i Nicobar, i Sumatra.